# Айдер Рустемов
Айдер Рустемов (крим. Ayder İsa oğlu Rustemov), народився 19 березня 1980 року в с. Ахумбабаєв Пайарикського району Самаркандської області Узбецької РСР. З 2016 року — Муфтій Криму, голова Духовного управління мусульман Криму та член Консультативної ради з питань взаємодії України з арабськими та мусульманськими державами при Президентові України.

## Біографія
Народився 19 березня 1980 року, в сім'ї кримських татар, яка була депортована з Криму в УзбРСР. У 1988 р. повернувся з батьками на батьківщину, до Криму. У 1996 році в с. Олексіївка, Первомайського району АР Крим закінчив школу зі срібною медаллю.

### Освіта
В 1996 поїхав до Йорданії щоб здобувати ісламські знання. В тому ж році почав вивчати арабську мову при університеті Аль аль-Байт в Йорданії. 
Після отримання необхідної кваліфікації з володіння арабської мови, в 1997 році, вступив до університету Аль аль-Бейт на факультет "Основи релігії".
У 1998 році перевівся на факультет "Арабської мови та літератури". Вже в 2001 році Айдер Рустемов достроково закінчив університет.

### Діяльність
- Починаючи з 2002 року почав займатися ісламською практикою та ісламським закликом. Займав посаду "перекладач ісламської літератури" та "Научний шаріатський редактор" в "Ансар Фаундейшн" до 2006 року.
- У 2004 році, взяв участь в проекті "Іслам в Україні" від Інституту філософії імені Григорія Сковороди. Результатом цієї участі стала наукова стаття, видана у науковому щорічнику Інституту під назвою “Соціальна концепція Ісламу”.
- В 2005 році починає підприємницьку діяльність, зокрема обіймає посаду менеджера в компанії "Шірінлер профіль" (2006), фінансового директора в "Деком МВ" (2007).
- У 2012 р. заснував власну компанію “ДСС Солюшіонс”, яку й очолив.
- У 2015 р. очолив ісламський медіа-продакшн “Вікно світу” (Діяльність припинина).

## Муфтій

### 2016
19 листопада громади кримських татар, як корінного народу України, спільно з іншими мусульманськими громадами проявили ініціативу створення Духовного Управління Мусульман Криму для більш ефективної організації та розвитку мусульманської спільноти України. Головою Духовного управління мусульман Криму та Муфтієм Криму був обраний Рустемов Айдер.
5 грудня року Муфтій Рустемов Айдер, спільно з представниками інших мусульманських об'єднань, підписав хартію мусульман України..

### 2020
28 Жовтня Айдер Рустемов офіційно висловив свою позицію щодо подій у Франції, засуджуючі антиісламські дії з боку французького уряду які й призвели до трагедії. Він закликав їх переглянути свою політику стосовно ісламу, коли вони дозволяють собі ображати релігійні цінності віруючих, а також по суті звинуватив їх в лицемірстві, коли демократичний уряд з одного боку декларує свободу та захист прав людини, але з іншого боку, коли йдеться про релігійні права та свободи, то ці права й свободи порушуються..

### 2022
14 лютого, за 10 днів до повномасштабного вторгнення Росії в Україну, Айдер Рустемов записав відеозвернення до народів Кавказу, Татарстану, Башкортостану, до їх батьків, метерів та родичів, в якому закликав не приймати участі в нападі на Україну.

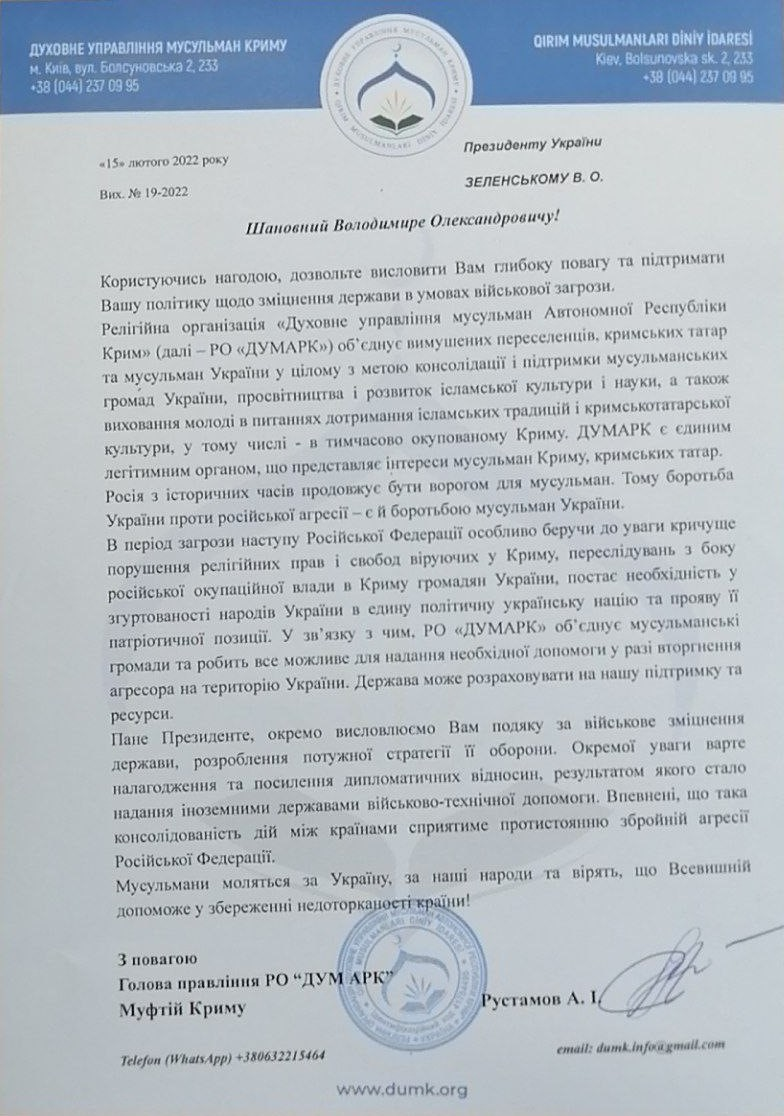
Відкритий лист до Президента України

15 лютого, Айдер Рустемов звернувся до Президента України Володимира Зеленського у відкритому листі, в якому окрім іншого зазначив, що у разі вторгнення Росії в Україну Держава може розраховувати на підтримку мусульман України. 
8 серпня, муфтій Криму провів зустріч з військовополоненими мусульманами з Росії. Зустріч проходила в мечеті асоціації мусульман України в Києві. На запитання муфтія щодо їхньої мотивації, один з полонених відповів, що пішов воювати за батьківщину та дітей, але вже в Україні зрозумів, що то все була дезінформація. Також Айдер Рустемов наголосив, що для мусульман Росії - джигад, має бути відповідно до хадісу пророка Мухаммада, в якому сказано, що найкращий джигад це сказати правдиве слово несправедливому правителю, тирану, маючи на увазі Путіна.
1 вересня указом Президента Володимира Зеленського Айдера Рустемова було внесено до складу Консультативної ради з питань взаємодії України з арабськими та мусульманськими державами.
4 жовтня Айдера Рустемова було нагороджено Почесною грамотою Верховної Ради України за заслуги перед народом України.

### 2023
27 січня, Айдер Рустемов вдруге зустрівся з російськими військовополоненими мусульманами. На цій зустрічі, яка проходила в одній з мечетей під Києвом, були присутні восьмеро військовополонених: п'ятеро чеченців, туркмен, казах і татарин. Муфтій нагадав присутнім про російсько-чеченські війни, вході яких їх пращурів вбивали а землі окуповували. Після колективної молитви, яку очолював муфтій, він подарував їм молельні ковдри та ісламську літературу. Через тиждень, даючи інтерв'ю Айдер Рустемов сказав:
```
Вони злочинці, вони тут для того, щоб вбивати. Що з ними робити і як діяти, вирішують відповідні органи. З моєї точки зору, їх треба або обміняти на наших українських полонених, або інший можливий варіант – якщо хтось із них захоче довести своє каяття і приєднатися до одного з батальйонів, щоб воювати на боці України. Вони можуть підтримати Україну фізичними діями та застосувати зброю проти тих, хто змусив їх приїхати сюди.
[
10
]
```

Після виходу відео з полоненими чеченцями, глава Чечні Рамзан Кадиров під час проведення наради регіонального оперативного штабу з питань проведення СВО звертаючись до муфтія Криму заявив:
```
Я особисто спитаю з тебе, де б ти не був... Якщо (полонені) повернуться, вони мають першими бути на передовій і шукати тебе. Я закликаю всіх бійців, щоб такі лицеміри (тобто муфтій Айдер Рустемов) були покарані...
[
11
]
```

### 2024
3 червня Муфтій Криму звернувся до урядів мусульманських держав із закликом підтримати Україну на Саміті Миру, який відбудеться у Швейцарії. Він наголосив, що війна в Україні може призвести до серйозних наслідків у всьому світі, таких як продовольча криза у країнах Африки, Близькому Сходу, та Південно-Східній Азії, та ядерна катастрофа, через наявність атомних електростанцій на території країни.